# Globivenus rigida
Globivenus rigida är en musselart som först beskrevs av Lewis Weston Dillwyn 1817.  Globivenus rigida ingår i släktet Globivenus och familjen venusmusslor. Inga underarter finns listade i Catalogue of Life.